# Porella andrejashevi
Porella andrejashevi is een mosdiertjessoort uit de familie van de Bryocryptellidae. De wetenschappelijke naam van de soort is voor het eerst geldig gepubliceerd in 1993 door Gontar.